# Inuk (Film)
Inuk (Originaltitel: Le Voyage d’Inuk) ist ein grönländisch-französisches Abenteuerdrama des Regisseurs Mike Magidson aus dem Jahr 2010.

## Handlung
Inuk ist ein in Uummannaq geborener Grönländer. Im Alter von sechs Jahren verlor er seinen Vater Kivioq, der ins Eis einbrach, als er und seine Frau ihren kranken Sohn nach Nuuk fahren wollten, wo er ärztlich versorgt werden sollte. Zum Zeitpunkt der Handlung lebt der mittlerweile Jugendliche mit seiner alkoholabhängigen Mutter in Nuuk. Er flüchtet regelmäßig von zu Hause und wird schließlich der Obhut seiner Mutter entzogen, da man meint, Inuk sollte zu seinen Wurzeln zurückkehren. Er zieht nach Uummannaq zurück, wo er in ein Kinderheim kommt. Die Heimmitarbeiterin Aviaaja möchte die Kinder mit der grönländischen Jagdkultur vertraut machen. Er bittet den Jäger Ikuma um Hilfe und, obwohl er es zunächst ablehnt, die Kinder mit auf die Jagd zu nehmen, lässt er sich doch überreden. Während der Jagdreise, die von guten und schlechten Momenten geprägt ist, attackiert Ikuma eines Nachts Inuk aus Trauer darüber, seinen eigenen Sohn Fari verloren zu haben. Inuk flüchtet daraufhin von der Gruppe aufs Eis und beschließt sein Leben aufzugeben. Der von Gewissensbissen geplagte Ikuma macht sich auf die Suche nach Inuk und kann ihn schließlich finden. Als er plötzlich ins Eis einbricht, erinnert sich Inuk an seinen Vater und rettet Ikuma das Leben. Beide kehren zuletzt nach Uummannaq zurück.

## Produktion
Anfang der 2000er produzierten Mike Magidson und Ole Jørgen Hammeken den französischen Dokumentarfilm Ice School über das Kinderheim in Uummannaq. Der Film erregte so viel Interesse, dass Mike Magidson aufgefordert wurde, eine größere Dokumentation für das französische Fernsehen zu schaffen, woraus 2004 der Film La Longue Trace entstand. Anschließend beschloss man, einen Spielfilm über das Kinderheim zu machen.
Der Film wurde von den französischen Filmproduktionsgesellschaften C’est la Vie Films und Docside Production produziert. Die Aufnahmearbeiten begannen 2008 und gingen nur langsam vonstatten, da es sich um einen No-Budget-Film handelte. 2009 finanzierte Fürst Albert II. von Monaco den Film nach einem Treffen von Ole Jørgen Hammeken in Uummannaq. Die Kinder sind tatsächlich aus dem Kinderheim in Uummannaq, das in der Realität von Ann Andreasen, die die Rolle der Sozialarbeiterin in Nuuk spielt, geleitet wird. Ole Jørgen Hammeken, sollte eigentlich nur als Berater für den Film tätig sein, aber da der Jäger, der für die Hauptrolle auserkoren war, auf Jagdreise war, als die Filmaufnahmen stattfinden sollten, musste Ole Jørgen Hammeken die Hauptrolle spielen.
Der Film feierte schließlich im Mai 2012 Premiere in Nuuk und am 7. Februar 2013 in Deutschland.
Das Filmplakat wurde im November 2022 von Tusass als Briefmarke herausgegeben.

## Rezeption
Der Film wurde eher durchmischt wahrgenommen. Kritik gab es für die flache Handlung, Lob allerdings für die Laiendarsteller und die beeindruckenden Bilder vom grönländischen Eis.

„Shot in sub-zero temperatures under obviously challenging conditions, Inuk is less notable for its dramaturgy than for its beautifully photographed rendering of the harsh Arctic landscapes. Its thin storyline and characterizations, abetted by sometimes heavy-handed narration, are too simplistic to sustain interest. But the film certainly displays an undeniable verisimilitude, including the fact that its teen performers are actual residents of the Uummannaq Children’s Home, and its striking visuals are bone-chilling enough to make you feel the need to wear a parka, even if watching it in a nicely heated theater.“

„Gedreht bei Minustemperaturen unter offenbar herausfordernden Bedingungen, ist Inuk weniger beachtenswert für seine Dramaturgie, als eher für seine wunderschönen Aufnahmen der unwirtlichen arktischen Landschaft. Sein dünner Handlungsverlauf und die ebensolchen Charakterisierungen, ergänzt durch manchmal zu plumper Erzählung aus dem Off, sind zu einfach gestrickt, um das Interesse aufrechtzuerhalten. Aber der Film gibt in gewisser Weise eine unleugbare Wahrhaftigkeit wieder, einschließlich der Tatsache, dass seine jugendlichen Darsteller tatsächlich Bewohner des Kinderheims in Uummannaq sind, und seine beeindruckenden Bilder lassen einen insoweit frieren, dass du das Gefühl hast einen Parka anziehen zu müssen, selbst wenn du ihn in einem wohlig warmen Theater schaust.“

„Wie eine vergessene Welt der Wunder lassen die Kameramänner Xavier Libermann und Frank Rabel die Arktis strahlen. In Bildern, die viel mehr erzählen, als es irgendein Off-Kommentar je könnte.“

## Synchronisation
| Rolle            | Schauspieler              | Deutscher Synchronsprecher |
| ---------------- | ------------------------- | -------------------------- |
| Inuk             | Gaaba Petersen            | Yoshij Grimm               |
| Ikuma            | Ole Jørgen Hammeken       | Stefan Gossler             |
| Aviaaja          | Rebekka Jørgensen         | Beate Gerlach              |
| Naja             | Sara Lyberth              | Nicole Hannak              |
| Minik            | Inunnguaq Jeremiassen     | Christian Zeiger           |
| Inuks Mutter     | Elisabeth Skade           | Katrin Zimmermann          |
| Larsi            | Angutitsiaq Kreutzmann    | Ricardo Richter            |
| Inuks Stiefvater | Knud Therkielsen          | Lutz Schnell               |
| Juulut           | Julunnguaq Amossen        | Jörg Petzold               |
| Uunartoq         | Jakob „Uunartoq“ Løvstrøm | Hasso Zorn                 |
| Sozialarbeiterin | Ann Andreasen             | Sanne Ertbirk              |
| Ladenbesitzer    | Frederik Kristiansen      | Gunnar Helm                |
| Jäger            | Apollo Zeeb               | Rainer Gerlach             |
| Jäger            | Paulus Nikolajsen         | Tim Moeseritz              |
| Quelle:          |                           |                            |

## Auszeichnungen
Savannah Film Festival 2011
- Beste Regie: Mike Magidson (gewonnen)
- Bester Schnitt: Cecile Coolen (gewonnen)
- Beste Off-Erzählung (gewonnen)

Wine Country Film Festival 2013
- Jack London Spirit Award (gewonnen)

Woodstock Film Festival 2010
- Haskell Wexler Award
  - Beste Kamera: Xavier Liberman, Franck Rabel (gewonnen)
- Audience Award
  - Beste Off-Erzählung (nominiert)
- Jury Prize
  - Beste Off-Erzählung (nominiert)

Georgia Film Critics Association 2012
- GAFCA Award
  - Bester ausländischer Film (nominiert)

Palm Springs International Film Festival 2013
- Audience Award
  - Beste Off-Erzählung (nominiert)